# Mesoiulus franzi
Mesoiulus franzi är en mångfotingart som beskrevs av Carl Graf Attems 1944. Mesoiulus franzi ingår i släktet Mesoiulus och familjen kejsardubbelfotingar. Inga underarter finns listade i Catalogue of Life.